# Ç
|  | «Ce trencada» redirigeix aquí. Si cerqueu el projecte de traduccions al català, vegeu «Projecte Ce Trencada». |

La ç, anomenada ce trencada, és la lletra ce de l'alfabet català, procedent del llatí, modificada per un signe diacrític (el trenc). Es pronuncia /s/ davant d'a, o, u, o a final de mot. Es pronuncia /z/ si es troba a final de mot i la lletra següent és una vocal, i si la lletra següent dins o fora de la paraula és una consonant sonora.

## Història

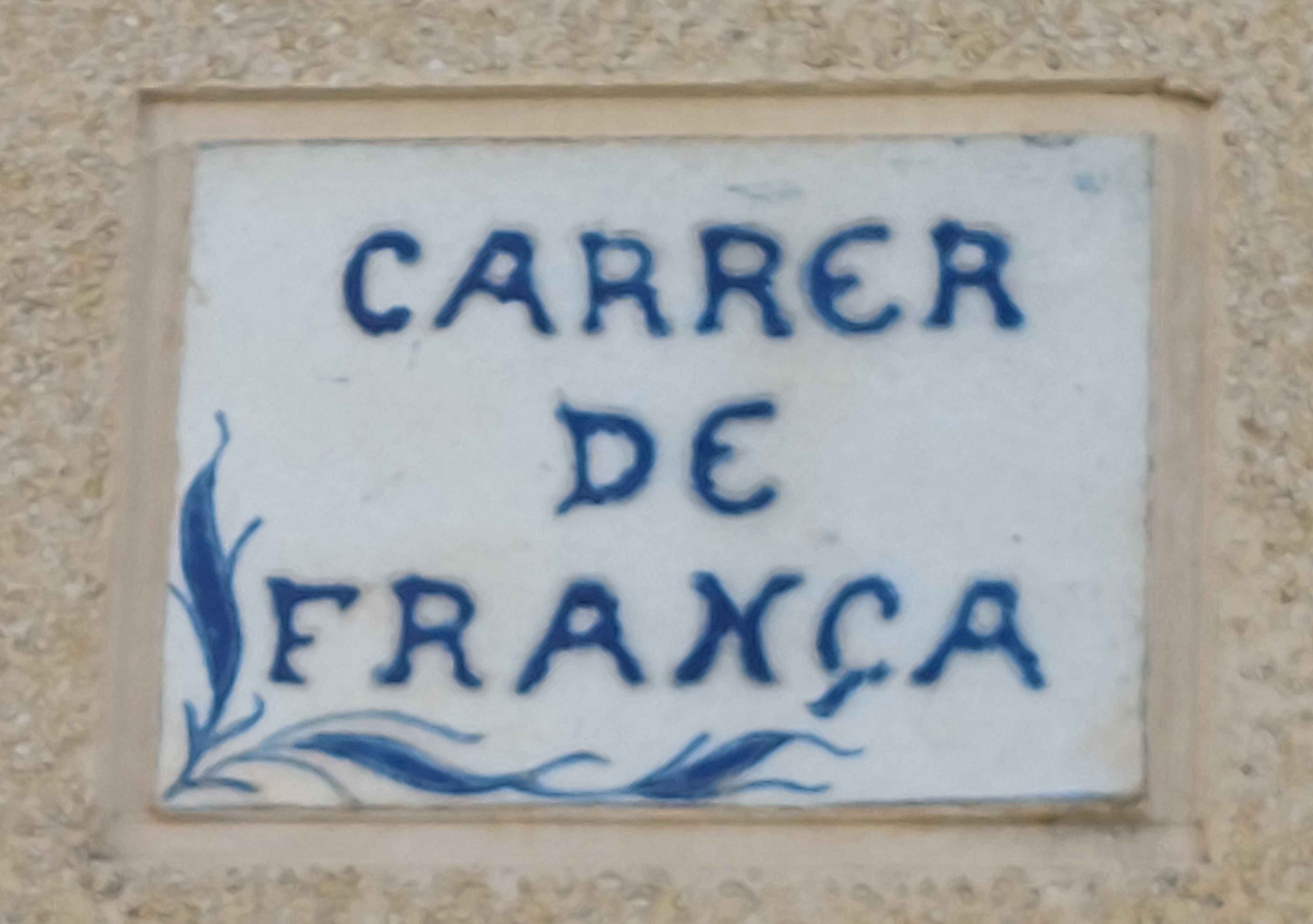
Placa de carrer amb una Ç cal·ligràfica de trenc recte

Els primers escrits que es coneixen en què apareix aquesta grafia són catalans i castellans. És una lletra que es creà durant l'edat mitjana en català i castellà antics per procediments diferents: 

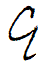
Enllaç que originà la ce trencada.

En català, se segueix una evolució gràfica per enllaç de «ci», escrit cursivament «cı» —tal com podem veure més clarament en la il·lustració— per a indicar el so /ts/ en llatí vulgar i català primitiu provinent dels grups ce, ci i ti seguits de vocal: conuenientia > conueniencja > convinença (segle xi).

Evolució de la grafia de la Z visigòtica a la Ç del castellà antic

En castellà, evoluciona per arcament superior de la zeta i amb un següent canvi cap avall de la posició. Amb el pas del temps, es van capgirar els caràcters posant la z sota la c, d'aquí que en castellà s'anomenés cedilla ('petita zeta'). Aquest fenomen responia a la necessitat d'indicar que la c rebia una pronúncia diferent de la del llatí i més semblant a la de la z. A més a més, es distingia el so sord de la c/ç ([ts]) del sonor de la z ([dz]). En els primers escrits es col·locava davant de qualsevol de les cinc vocals.
Nogensmenys, hui és considerada una variant de la lletra c, a la qual s'afegeix una coma inferior. Per això mateix, si se cerca una paraula al diccionari que la contingui, s'ha de cercar com si tingués una c normal, i només se situarà després d'aquesta en cas que sigui l'únic caràcter que diferencia una paraula. El diacrític serveix perquè la c adopti el so /s/ que normalment ja té davant de e i i quan es troba en qualsevol altra posició. En la pràctica això vol dir davant de a, o i u i a final de síl·laba. És interessant de veure que les úniques paraules en català que comencen per aquesta lletra són els monosíl·labs ça (antiga forma adverbial amb el significat de 'ací') i ço (pronom, variant de açò), ben poc usats.
Quan en el castellà es van neutralitzar els sons de la c/ç i la z, se simplificà l'ortografia, i en conseqüència l'alfabet, cosa que feu desaparèixer l'ús de la ç al segle xvii.

## Ús de la ç en diferents llengües
Aquesta lletra també és utilitzada en occità, francès, portuguès, gallec reintegracionista i en alguns dialectes del friülès, i ho era en castellà antic, galaicoportuguès i en basc prenormatiu, amb una funció idèntica a la del català. En canvi, en el turc, kurd, albanès, turcman, tàtar, l'àzeri i en alguns dialectes del friülès, serveix per a representar el so /tʃ/. També és fet servir per a la transcripció romanitzada de l'àrab. En el turc és considerada una lletra de ple dret i no una variació.
Altres llengües com l'anglès utilitzen la ce trencada en els diccionaris per als manlleus lingüístics de mots que originàriament en duien, tot i que és exclosa dels seus teclats. Un dels exemples més populars en seria façade.

### Funcions
- En català, francès, occità i portuguès marca el so /s/ davant a, o, u, o a final de síl·laba (exemples en català: audaç o romanç). Conviu amb altres grafies en aquesta funció.
- En albanès, àzeri, kurd, tàtar, turc, turcman i furlà el so /tʃ/.
- En l'AFI designa la fricativa palatal sorda (el so de la hac en el mot alemany ich, per exemple).